# Gwiazdy zmienne typu Gamma Cassiopeiae
Gwiazdy zmienne typu Gamma Cassiopeae (GCAS) – gwiazdy zmienne o spektrum, którego cechy wskazują na obecność dysku gazu otaczającego gwiazdę. Wykazują one nieregularne zmiany jasności związane z odpływem materii. Gaz może tworzyć pierścień w płaszczyźnie równika lub powłokę wokół gwiazdy.

## Charakterystyka
Gwiazdy tego typu charakteryzuje bardzo szybka rotacja, co częściowo wyjaśnia mechanizm wypływu, choć nadal są one uważane za enigmatyczne. Należą do typów widmowych od O7,5 do F5, ale ich widma charakteryzują się niezwykle rozszerzonymi liniami absorpcyjnymi ze względu na szybki obrót i obecność dysku, który odpowiada także za inne osobliwe cechy widma. Prędkości rotacji takich gwiazd osiągają 200-250 km/s, blisko punktu, w którym siła odśrodkowa rozerwałaby gwiazdę. Widma i ogólne cechy zmiennych typu Gamma Cassiopeiae są trudne do interpretacji, ponieważ zmienna emisja przesłania normalne cechy widma, wskutek czego można nieprawidłowo określić klasę jasności i typ widmowy takiej gwiazdy.
Zmiany jasności występują nieregularnie, nie przekraczają 1,5 magnitudo.

## Podtypy
Gwiazdy zmienne typu Gamma Cassiopeae dzielą się na cztery kategorie:
- Gwiazdy wczesnych podtypów typu Be, od 07,5 do B2,5
- Gwiazdy pośrednich podtypów typu Be, od B3 do B6,5
- Gwiazdy późnych podtypów typu Be, od B7 do B9,5
- Gwiazdy typów A-F, od A0 do F5

Widmo tych gwiazd jest zmienne w długim okresie i gwiazdy wczesnych podtypów mogą okresowo nie wykazywać linii charakteryzujących typ Be, lecz widmo podobne do zwykłej gwiazdy typu B. Wszystkie zmienne typu Gamma Cassiopeiae mają poszerzone linie emisyjne zamiast linii absorpcyjnych w porównaniu ze zwykłymi odpowiednikami, tak, że zmienne typu γ Cas mają linie emisyjne serii Balmera wodoru tam, gdzie normalne gwiazdy wykazują absorpcję. Wcześniejsze typy zwykle wykazują emisję w paśmie He I i zazwyczaj Fe II, późniejsze typy wykazuje emisję Ca II i Ti II. Uważa się, że gwiazdy takie leżą na diagramie HR w obszarze od ciągu głównego do olbrzymów, chociaż dokładne określenie ich klas jasności jest utrudnione przez rotacyjne poszerzenie linii.

## Przykłady
Oprócz gwiazdy Gamma Cassiopeiae, która jest prototypem tego typu gwiazd zmiennych, należą do niego między innymi:
- Delta Centauri
- Eta Centauri
- Gomeisa
- Mi Centauri
- Plejone

Osobliwym przypadkiem jest HR 2309 – gwiazda o względnie wąskich liniach widmowych, wskazujących na obecność małego pierścienia materii wokół równika o dobrze określonej strukturze.